# العارضه العليا (الظهار)

تعديل مصدري - تعديل

العارضه العليا هي إحدى قرى عزلة ثواب الأسفل بمديرية الظهار التابعة لمحافظة إب، بلغ تعداد سكانها 936 نسمة حسب تعداد اليمن لعام 2004.